# 13歳の父騒動
13歳の父騒動（じゅうさんさいのちちそうどう）は、2009年にイギリスで大衆紙ザ・サンの報じた記事を発端に起こった、10代の少年少女のセックスと性教育、報道のあり方に関する論争である。

## 発端
イギリスの大衆紙、ザ・サンが、13歳で父親になった少年に関する複数の記事を2009年2月13日以降スクープ (Exclusive) として掲載。その記事は以下のような内容である（実際の記事は実名と顔写真入り）。
イングランドのイースト・サセックス州イーストボーンの病院で月曜日（2月9日）の夜、15歳の少女が中絶に反対し、体重7ポンド3オンス（3270g）の女児を出産。子供の父親は身長4フィート（122cm）、まるで8歳にしか見えないほどあどけない顔をした13歳の少年A。Aは父親であることを受け入れており、互いの両親の助けを借りながら少女ともに子供を育てていく決意を語った。
ハートに囲まれてミッキーとミニーが手を繋いだ人形が枕元に飾られた彼女のベッド。当時12歳の少年Aと14歳の少女が、避妊をせずに（他紙の報道ではピルを飲み忘れて）した一夜のセックスが、少女を妊娠させた。
彼らが付き合っていることを互いの両親は知っていたが、その関係が性的なものであることまでは知らなかったという。
彼はテレビゲームやボクシング、マンチェスター・ユナイテッドを愛する典型的な13歳の少年。彼にとって人生で初めてのセックスであり、自分が何をしているのか、それがどういう結果をもたらすのかを彼は知らなかったと、少年の父親(43)は述べた。
ザ・サンは、「12歳の子供はサッカーをしたりテレビゲームで遊ぶべきであって、セックスをしたり父親をするべきではない」「小銭も稼げない少年がどうやって世話をするのか」と断じ、英国の性教育に対する手厳しい問題提起だと論じた。
ゴードン・ブラウン首相（当時）は、「我々はみんなで、10代の妊娠を防がなければならない」と述べた。

## 騒動のはじまり
この記事が掲載されると、少女の家の隣人が「少女の家には他にも3人の少年が夜通し滞在していた。彼女ははじめて連れ込んだボーイフレンドで妊娠した無邪気な少女などではない。」と主張。これに対し少女の母親は「ばかばかしい。」と切り捨て、「彼女はAによって処女を失った。」と主張した。
その後、16歳の少年Rが自分が父親だと名乗り出る。少女が妊娠した頃のおよそ3か月間に、少なくとも3回はセックスをしたと主張し、DNA鑑定を要求した。別の14歳の少年Tも「9か月前に少女とベッドを共にした。自分が父親かもしれないととても心配している。」と陳述。また「他に少なくとも5人の少年がその頃少女と寝ており、皆自分（が父親）ではないかと思っている」「彼女と寝るのは少年たちの間では日常的なことだった」「自分が彼女と寝たのは一度きり。それは自分の14歳の誕生日のすぐ後の5月の日曜日だった」と述べ、これらをニュース・オブ・ザ・ワールド紙が報じる。
Aの父親も、少女から「Aが父親だ」と言われた際、「Aのような年齢の少年には妊娠させる能力がないと思ったので、彼女の確信に疑問をもった。」と述べ、「この問題を解決できるのはDNA鑑定だけだ」として鑑定を推進した。
Aも「他の愚かな少年たちは嘘をついて彼女を悪く言っている。」「僕は2年間彼女のボーイフレンドとして一緒にいたんだ。僕が父親に決まっている。」「生まれた子供を見て、『僕が父親かい？』と聞いたとき、彼女はそうよと言った。僕は彼女を信じる。」と述べ、「僕がDNA鑑定を受ければ、彼らを黙らせることができる。」と、DNA鑑定を行うことを受け入れたことで、ついに鑑定が行われることになった。

## DNA鑑定
DNA鑑定は頬の内側の組織を口内から採取する方法により、2009年3月に行われた。裁判所の命令によって一切の報道が禁止されていたにもかかわらず、3月26日にデイリー・ミラー紙が電子版で結果を報道。記事はすぐに削除されたが、他紙に引用される形で世界に拡散する。
鑑定によって父親と判明したのはAではなく、14歳の少年T（#騒動のはじまりの項でも発言）。少女がピルを飲んでいると思い込み、避妊をしないまま関係を持ったという。
結果、父親であることを受け入れ献身的に子供の世話をしていたAや、自分が父親だと主張してDNA鑑定を求めたRではなく、自分が父親でないことを願い、「彼女と関係を持ったのは、人生の中で一番の間違いだった」「正直、彼女を気に入ってなかった」とまで発言していたTが父親だと判明するという厳しい結果となった。
Aはこの結果に苦悩し、少女の側も、報じられたA以外の複数の少年との乱れた交遊が嘘や中傷などではないことを立証する結果に「この先ずっと侮辱される」と恐れ、騒動後一家揃って夜逃げ同然に引っ越し。ただしその後もAと少女とは連絡を取りあっているという。
その後の2011年、15歳になったAの母親は「当時Aは童貞だったし現在もそうだ。」と述べて、12歳で無防備なセックスをした少年という報道を否定したうえ、「少なくとも18歳までは童貞でいることを彼は望んでいる」と述べた（その後2014年にこれを翻す発言をしている。#その後の項参照。）。

## 問題点
一連の騒動は、あまりにあどけない童顔の少年が父親となったことで注目され、当時12歳の少年がガールフレンドとセックスをしていたことから、性の低年齢化と英国の性教育のあり方について問題とされていたが、相手の少女がA以外の複数の少年と日常的にセックスをしていたことが報じられると、少女の性関係についての報道が過熱。10代の少女と複数の少年との性に関する生々しい供述が報じられるとともに、子供の父親は誰かをめぐって報道が繰り広げられた。
また、Aの両親がマスコミへの情報提供によって多額の報酬を得ていたことが伝えられている。Aの母親は、Aの父親（離婚）が自分の同意なくマスコミに情報を売ったことを非難しながら、自分も「5桁の契約」を獲得したと述べた（2009年2月当時のレートは1ポンド133円前後であるため、仮に1万ポンドとしても133万円を超える）。これに対し「明らかに子どもの利益にならない限り、親や保護者に、子どもや被保護者に関する情報素材の対価が支払われてはならない」と規定した英報道倫理規定に抵触する疑いがあるとして、英報道苦情処理委員会が調査していることも明らかになった。
一連の報道には未成年の少年少女が実名で報じられており、報道の過熱によって少年少女、ならびに生まれた子供に対するプライバシーの侵害が懸念され、ついには裁判所から報道禁止命令が出されるに至った。

## その後
（参考文献：
）
この騒動の後、イギリスでは13歳の少年と12歳の少女（妊娠当時は小学生）という、イギリス史上最年少の父母が2014年に話題となり（法改正により実名と写真は非公表）、これをスクープとして報じたのもAの時と同じザ・サンであったことから、Aの一件が再び話題となった。
18歳になっていたAはサンのインタビューに応じ、「今は幸せかもしれないが、18歳になる頃には違う見方をしているだろう」と警鐘を鳴らした。「そのような若い年齢でセックスをしたことは、私の人生を台無しにした。」と述べて12歳当時のセックスを認めた上で、「私はGCSE（中等教育修了認定）を受けることなく学校を去らなければならなかったし、就職もかなっていない。私が父親であったとしたら、どれほどの困難を強いられていたか、想像だにできない。」「自分の子供だと思った瞬間、喜びとともに、自分の人生にどのような影響を及ぼすのかと恐れを抱いた。」と述懐した。また、「私がパブに行くと、必ず誰かが話しかけてくる。フェイスブックでは何千ものメッセージを受け取る。どこへ言っても私は人々から（13歳の父として）認識されるだろう。私は店で仕事をすることさえできない。」と現状の困難を述べた。
Aの母親(47)は「Aと少女はとても親密だったが、Aがあまり女の子に関心がないように見えたことから、お互いの家に宿泊させていた。」「私は彼らがセックスをしているなんて夢にも思わなかった。彼はまだ幼く見えたし、私は彼が思春期にあることを思いもしなかった。」「Aと少女がセックスをしたのはそんなお互いの家での宿泊の中でだった。4ヶ月後、少女は彼に妊娠していると伝えた。」「私は彼らが何をしているのか知らなかったことに不安を抱いたので、それを確かめるためにDNA検査を勧めた。」と述べ、2011年に行った童貞発言を翻した。
最後にAは「（2014年の少年少女に）今後何が待っているのかはわからないが、私は彼らを支えてくれる家族がいることを望んでいるし、彼らが問題に対処していけることを願っている。」と述べ、「私はあの後2人の少女と交際したが、まだ子供を持つつもりはない。それは私の人生でもっと後のことだ。」と述べた。